# Fitoklimat
Fitoklimat (mikroklimat pola uprawnego) – specyficzny mikroklimat, na którego kształtowanie decydujący wpływ wywierają zwarte i wysokie łany roślin. Jest to mikroklimat  panujący w nadziemnej części szaty roślinnej i strefie korzeniowej roślin.